# Museo al aire libre del Ferrocarril Forestal en Janów Lubelski
Museo al aire libre del Ferrocarril Forestal en Janów Lubelski – museo al aire libre de tecnología con la sede en las afueras de Janów Lubelski. La institución está administrada por la jefatura del distrito forestal de Janów Lubelski. 
El museo fue inaugurado en octubre de 2000 y desde entonces recopila monumentos técnicos relacionados con la actividad del Ferrocarril Forestal de los Bosques de Janów, en funcionamiento entre 1941-1984 en los Bosques de Janów, en la ruta entre Biłgoraj y el pueblo de Lipa (distrito de Stalowa Wola). Las vías del último tramo (Lipa-Szklarnia) fueron desmontadas en 1988. Después de que el ferrocarril dejó de operar, una parte del parque se exhibió en el antiguo almacén de Szklarnia desde 1984. Sin embargo, debido a la falta de supervisión se produjeron numerosas devastaciones. En 1999, el parque fue trasladado a Janów Lubelski, donde fue renovado por la Fundación de Ferrocarriles Polacos de Vía Estrecha.  
Las siguientes locomotoras están disponibles como parte de la exposición del museo al aire libre: locomotora de vapor Las47, locomotora diésel-eléctrica WLs50 (de motor de combustión interna) y los vagones: de estaca para el transporte de troncos, plataforma, de pasajeros (para el transporte de trabajadores), vagón de carbón, cisterna, plataforma con quitanieves y vagón tipo cuna (koleba). 
El museo al aire libre es una instalación abierta durante todo el año, todos los días. La entrada es gratuita.  